# Blåörad barbett
Blåörad barbett (Psilopogon cyanotis) är en fågel i familjen asiatiska barbetter inom ordningen hackspettartade fåglar.

## Utbredning och systematik
Blåörad barbett delas in i tre underarter med följande utbredning:
- P. c. cyanotis – sydöstra Nepal österut till östra Bangladesh och nordöstra Indien, södra Kina (Yunnan), Myanmar och nordvästra Thailand söderut till norra thailändska halvön
- P. c. stuarti – thailändska halvön
- P. c. orientalis – östra Thailand, Kambodja, Laos och Vietnam

Tidigare behandlades den som del av Psilopogon duvaucelii, men urkiljs sedan 2014 som egen art av Birdlife International och Internationella naturvårdsunionen, sedan 2023 även av eBird/Clements och IOC. I samband med uppdelningen flyttade Birdlife Sveriges taxonomikommitté trivialnamnet blåörad barbett från duvaucelii till cyanotis, medan duvaucelii i begränsad mening fick namnet svartörad barbett.

## Status och hot
Arten har ett stort utbredningsområde, men tros minska i antal, dock inte tillräckligt kraftigt för att den ska betraktas som hotad. Internationella naturvårdsunionen IUCN listar arten som livskraftig (LC).